# 柴田博のまっぴるま王子!
柴田博のまっぴるま王子（しばたひろしのまっぴるまおうじ）は、朝日放送ラジオ（ABCラジオ）で2002年10月12日から2006年4月1日まで毎週土曜日に放送されていたラジオ番組。

## 番組概要
生活情報や芸能ニュース等を紹介する情報番組。
番組を「まっぴるま王国」に見立て、番組内ではメインパーソナリティの柴田博アナウンサーを「王子」、女性アシスタントを「王妃」、リポーターを「大臣」と称していた。

### 主なコーナー
- トヨタ街かどお天気交差点
- クイズ!しばたひろし又は片山淳子のいずれか
- まっぴるま愛の劇場　ひろしと淳子

第1話「再会」、第2話「過去」、第3話「外泊」、第4話「朝帰り」、第5話「彼女」、第6話「嫉妬」、第7話「二つの顔」、第8話「初めての旅行」、第9話「着信」、第10話「沈黙」、第11話「運命のいたずら」、第12話「言えなかった言葉」
- 河内朋子の週刊ぴるげー
- トヨタ プレシャス・ボックス!（ニッポン放送制作）

## 番組の歴史
- 2002年（平成14年）10月12日 - 前身番組「まるごと情報マガジン」をリニューアルする形で、番組がスタート。出演は柴田博・入江玲子。放送時間は11:00-12:45。
- 2003年（平成15年）10月4日 - 2003年秋の番組改編で、入江玲子が土曜早朝のワイド番組「ガッツ土曜日!小染です」のアシスタントに就いた為降板。2代目アシスタントとして、片山淳子が登場。
- 2005年（平成17年）4月 - 放送時間が11:15-13:15に変更となる。
- 2006年（平成18年）4月1日 - 最終回。
- 2010年（平成22年）2月8日-月曜20：00-20：30において「柴田博の今夜はまっぴーパーティー」として番組名が異なるものの1回限りの復活となり、柴田博と片山淳子が出演することとなった。

## 出演者
- 柴田博（ABCアナウンサー）
- 入江玲子（初代アシスタント、2002.10-2003.9）
- 片山淳子（2代目アシスタント、2003.10-2006.4）
- 河内朋子（芸能リポーター）
- 岩崎なおあき（外回りリポーター）
- 内田香織（外回りリポーター）

## 番組制作
- エービーシーメディアコム

| ABCラジオ 土曜午前11時台                              | ABCラジオ 土曜午前11時台 | ABCラジオ 土曜午前11時台 |
| 前番組                                                | 番組名                   | 次番組                   |
| ----------------------------------------------------- | ------------------------ | ------------------------ |
| 8:30- 羽川英樹のLLらんど! 11:30- まるごと情報マガジン | 柴田博のまっぴるま王子!  | 笑たま （枠大）          |